# Ligusterschwärmer

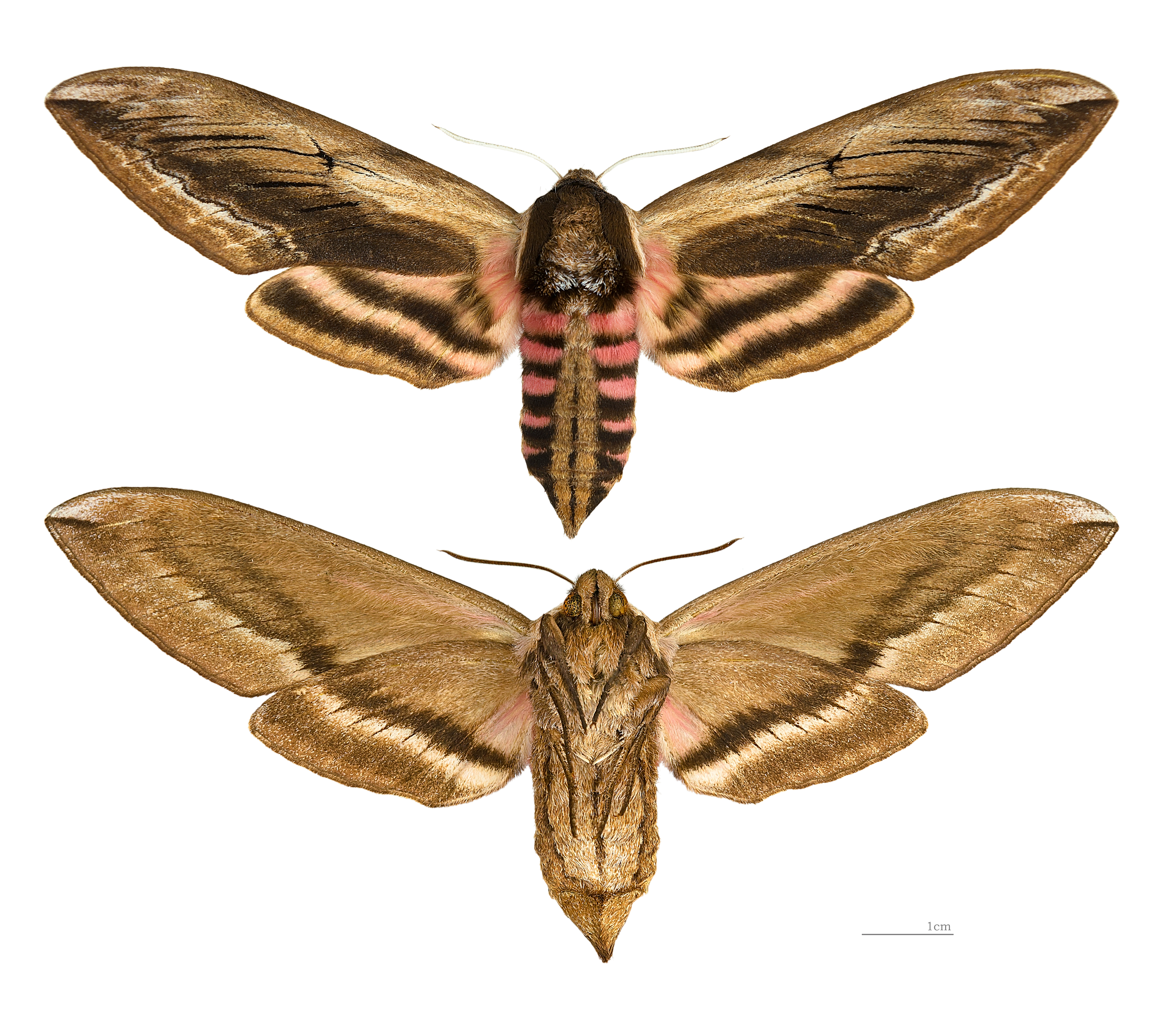
Ligusterschwärmer (Sphinx ligustri) ♀

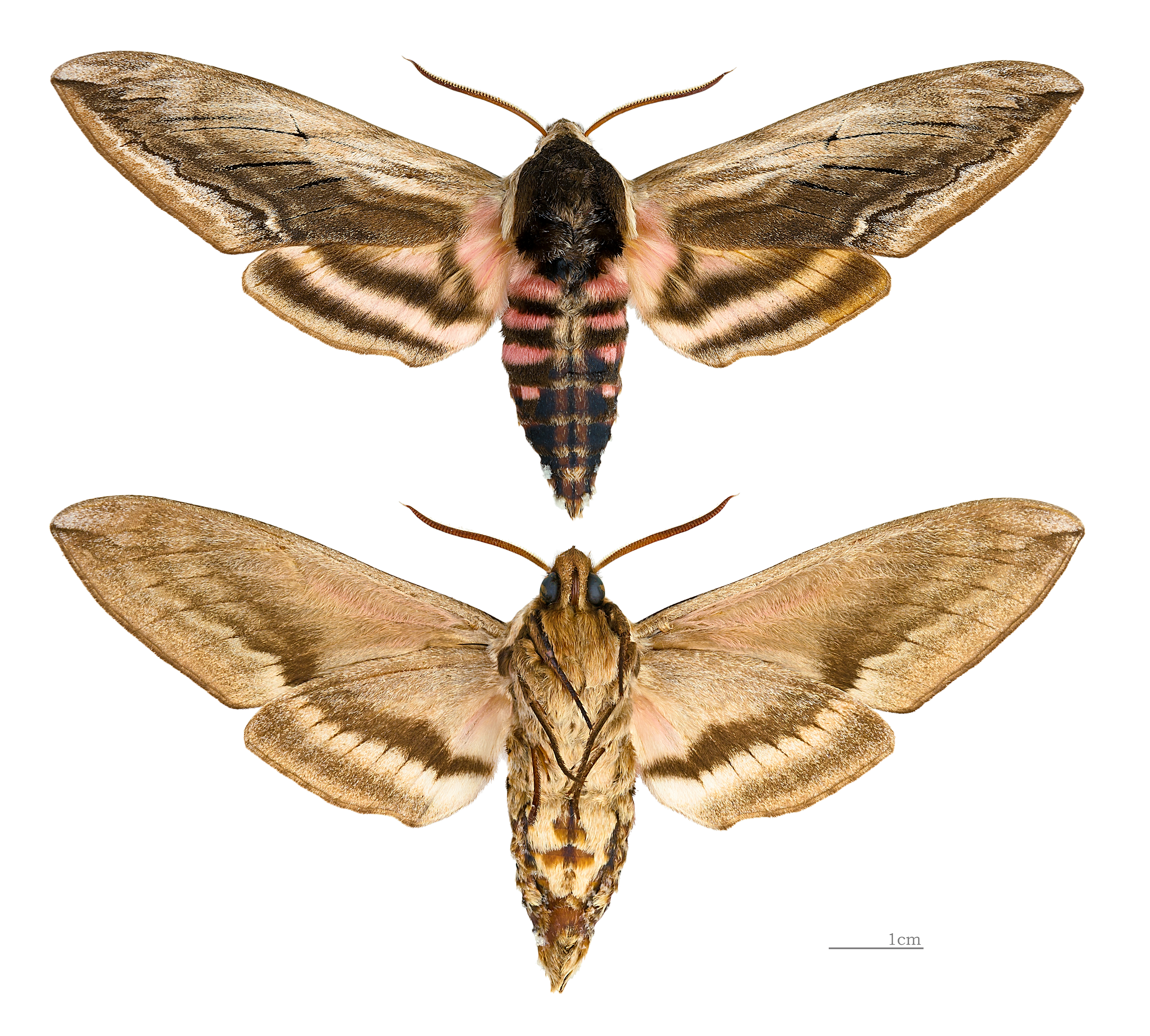
Ligusterschwärmer (Sphinx ligustri) ♂

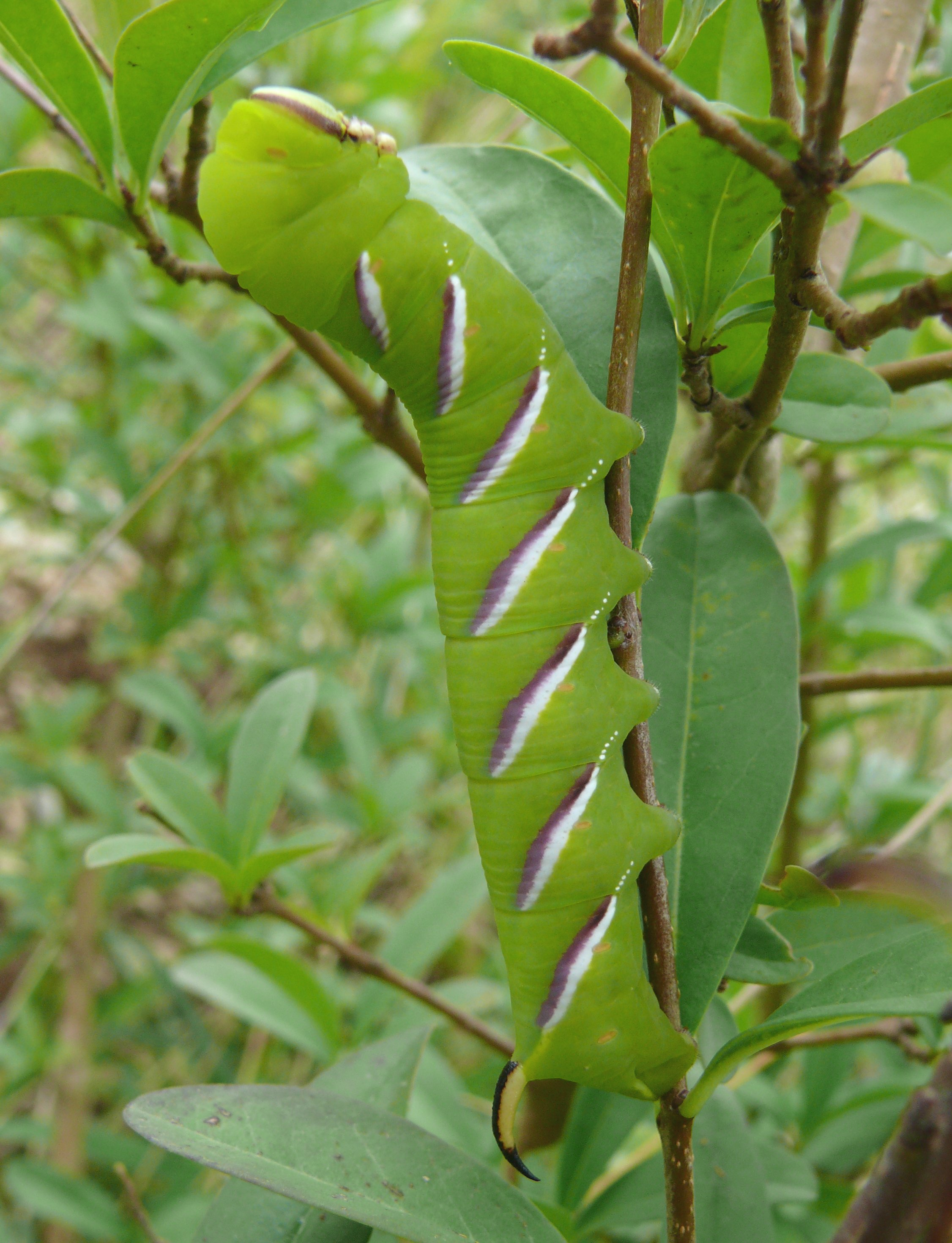
Raupe mit charakteristischer Zeichnung und Analhorn

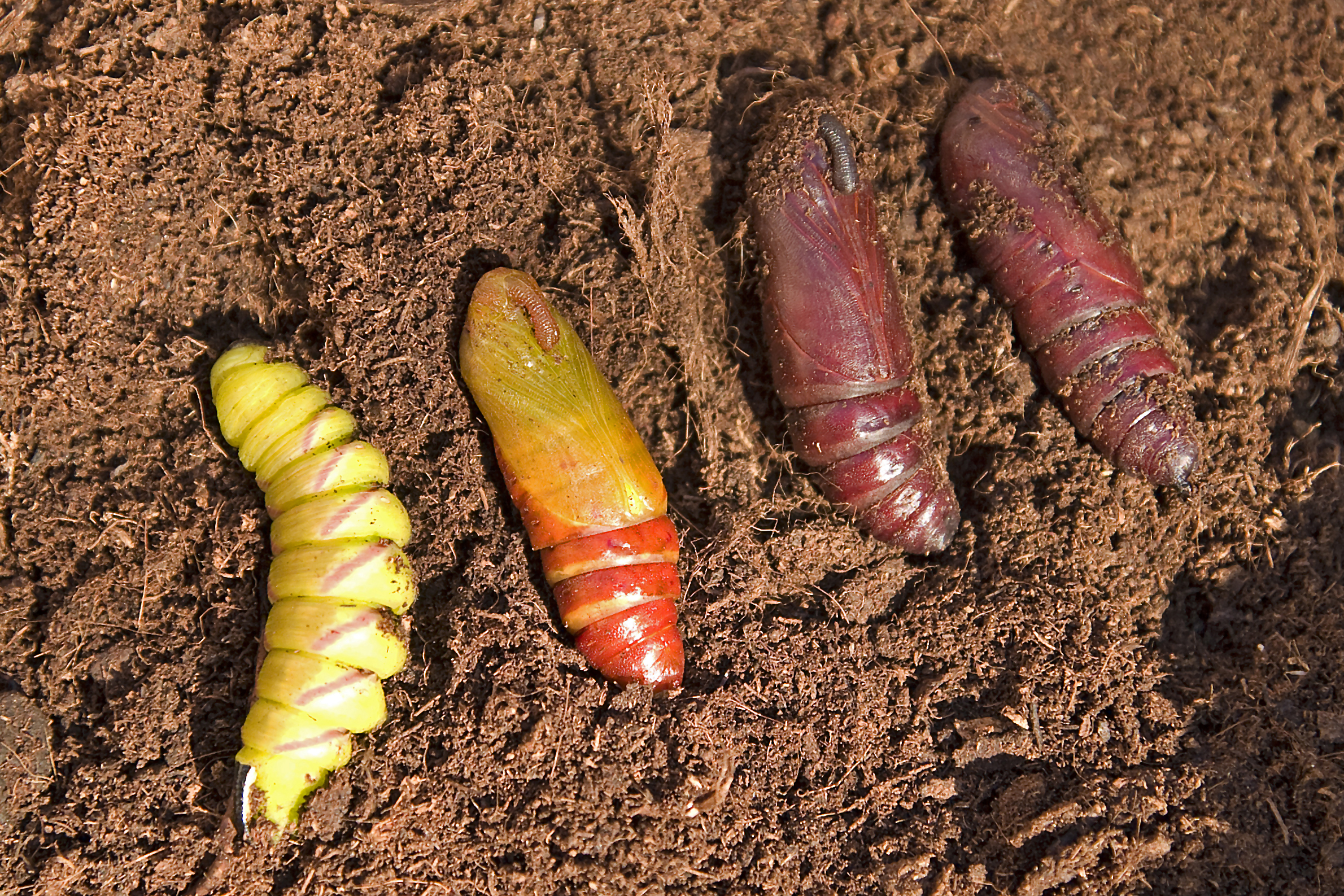
Puppen des Ligusterschwärmers in unterschiedlichen Entwicklungsstadien – von hell (jung) bis dunkel (alt)

Der Ligusterschwärmer (Sphinx ligustri) ist ein Schmetterling (Nachtfalter) aus der Familie der Schwärmer (Sphingidae).

## Beschreibung

### Merkmale der Imagines
Der Ligusterschwärmer ist ein großer Falter mit dickem, etwa sechs Zentimeter langem Körper und einer Spannweite von 80 bis 120 Millimetern. Der lateinische Name rührt vom Aussehen der Raupen und ihrer typischen Haltung her, wenn sie sich bedroht fühlt. Die Vorderflügel des Ligusterschwärmers sind rostbraun mit schwarzen Aderstrichen und schwarzbrauner Verdunkelung versehen. Die Hinterflügel sind rosa bis rot mit schwarzen Bändern, der Hinterleib ist schwarz und rot gefleckt. Verschiedene Farbvarietäten kommen vor. Er hat eine schwarze Thoraxzeichnung, an der er von dem sonst ähnlichen Windenschwärmer unterschieden werden kann.

### Merkmale der Raupen
Die Raupe des Ligusterschwärmers ist ausgewachsen etwa 90 bis 100 Millimeter lang. Sie ist leuchtend grün mit sieben seitlichen, weiß-rosa- bis weiß-lila-farbenen Streifen und gelben Punkten. Der eigentliche Kopf besteht nur aus dem vordersten, abgeplatteten Glied der Raupe. Unterhalb des Kopfes sind die für Insekten typischen drei Beinpaare zu erkennen. In der Mitte sind vier Beinpaare, die „Raupenbeine“, ausgebildet, am Ende sitzt ein weiteres Paar Raupenbeine, die Nachschieber. Das Analhorn ist im Ansatz hell, zur Spitze hin schwarz und glänzend. Die ganze Raupe ähnelt einem zusammengerollten Blatt, das Analhorn dem dazugehörenden Blattstiel. Wenn die Raupe verpuppungsbereit ist, beginnt sie ruhelos umherzulaufen und verfärbt sich am Rücken langsam braun.

### Merkmale der Puppe
Die große Puppe hat – wie der Windenschwärmer (Agrius convolvuli) – am oberen Ende eine Rüsselscheide, allerdings nicht so ausgeprägt wie beim Windenschwärmer.

### Ähnliche Arten
- Windenschwärmer (Agrius convolvuli)

### Unterarten
nach:
- Sphinx ligustri amurensis Oberthür, 1886, Bull. Soc. Ent. France (6) 6: 56.
- Sphinx ligustri nisseni Rothschild & Jordan, 1916, Novit. zool. 23: 253.
- Sphinx ligustri chishimensis Matsumura, 1929, Insecta Matsumurana 3: 165--168.
- Sphinx ligustri weryi Rungs, 1977, Alexanor 10: 187.
- Sphinx ligustri eichleri Eitschberger, Danner & Surholt, 1992, Atalanta, Würzburg 23: 245--247.
- Sphinx ligustri zolotuhini Eitschberger & Lukhtanov, 1996, Atalanta, Würzburg 27(3-4): 615. Diese Unterart ist kleiner und es fehlen die Brauntöne in der Färbung der Flügeloberseiten der Vorderflügel.

## Flugzeit
Der Ligusterschwärmer fliegt in Nordeuropa in einer Generation im Juni. In südlicheren Gebieten werden zwei Generationen von April bis Mai und im August gebildet. Die zweite Generation kann in Abhängigkeit von den klimatischen Bedingungen unvollständig sein.

## Lebensweise

### Puppe
Meist im August oder September, jedoch auch schon im Juli oder noch im Oktober, gräbt sich die Raupe zur Verpuppung in lockere Erde ein und überwintert bis zum Frühsommer im Boden.
Die Metamorphose zum Falter dauert rund 36 Tage bei 20 °Celsius, wenn vorher die Temperatur von 7 °C nicht überschritten wurde. Um diese überhaupt auszulösen, benötigt die Puppe zwingend eine gewisse Zeit Frost über den Winter. Bei sehr milden Wintern steigt also die Zahl der Puppen, die ein weiteres Jahr überdauern.

### Raupe
Die Raupe lebt bevorzugt auf Liguster, Flieder und Eschen (alle drei aus der Familie der Ölbaumgewächse). Weitere Raupenfutterpflanzen sind Johannisbeeren, Himbeere, Spiersträucher, Sibirische Fiederspiere, Wald-Geißbart, Apfelbaum, Gewöhnlicher Schneeball, Heckenkirsche und Schneebeeren.

### Falter
Der Ligusterschwärmer ist an Waldrändern und in größeren Waldlichtungen ebenso anzutreffen wie in offenem Gelände, Gärten und Parks. Er ist ab der späten Dämmerung bis in die Nacht aktiv und fliegt duftende Blüten an. Mit schnellem Flügelschlag kann er in der Luft vor der Blüte stehend mit seinem fast körperlangen Rüssel den Nektar saugen. Er wird von Lichtquellen angelockt. Nach der Paarung legt das Weibchen bis zu 200 Eier auf die Blattunterseite der Wirtspflanze, meist vereinzelt, manchmal auch in Gruppen von zwei oder drei. Nach 9 bis 20 Tagen schlüpfen die Larven.

## Verbreitung
Der Ligusterschwärmer ist in Europa weit verbreitet. Sein Verbreitungsgebiet reicht im Westen von Portugal und Spanien über Deutschland bis in den Ural und Westsibirien im Osten. Im Süden kann er in Algerien, Marokko und Tunesien sowie im Norden der Türkei beobachtet werden. Im Norden fehlt er in Irland und Schottland sowie in Nordskandinavien. Im Mittelmeerraum fehlt er auf Ibiza.